# Suttor River
Der Suttor River ist ein Fluss im Osten des australischen Bundesstaates Queensland.

## Suttor River
Der Name dieses Flusses geht auf den preußischen Entdecker Ludwig Leichhardt zurück, der ihn am 7. März 1845 auf seiner ersten Australienexpedition in den Jahren 1844 bis 1845 entdeckte. Der Name Suttor bezieht sich auf einen Viehzüchter, der ihm zur Durchführung dieser Expedition vier Ochsen kurz vor dem Verlassen der damaligen Zivilisation schenkte. Am 17. März entdeckte Leichhardt auch den gleichnamigen See, den er Suttor Lake nannte.

## Geographie

### Flusslauf
Der Fluss entspringt im Südteil der Leichhardt Range und fließt zunächst nach Süden. Er unterquert die Bowen Developmental Road und die Suttor Developmental Road bei Eaglefield. Wenige Kilometer weiter südlich wendet er seinen Lauf nach Nordwesten, bildet eine breite Flussaue mit vielen parallelen Kanälen und unterquert die Bowen Developmental Road erneut östlich des Nairana-Nationalparks. Dabei biegt er nach Norden ab und bildet 20 km weiter bei St. Anns den südlichsten Zufluss des Lake Dalrymple, womit er in den Burdekin River mündet.

### Nebenflüsse mit Mündungshöhen
Er hat folgende Nebenflüsse:
- Lily Creek – 323 m
- Rockingham Creek – 297 m
- Murray Creek – 272 m
- Suttor Creek – 271 m
- Eaglefield Creek – 226 m
- The Soak – 217 m
- Blowfly Creek – 200 m
- Diamond Creek – 200 m
- Logan Creek – 199 m
- New Chum Creek – 189 m
- Bull Creek – 186 m
- Belyando River – 182 m
- Horse Creek – 178 m
- Elizabeth Creek – 178 m
- Rosetta Creek – 176 m
- Yandan Creek – 174 m
- Boundary Creek – 173 m
- Camp Creek – 172 m
- Coquelicot Creek – 170 m
- Emu Creek – 169 m
- Grahame Creek – 168 m
- Dingo Creek – 167 m
- Yarraman Creek – 158 m
- Charley Creek – 158 m
- St. Annes Creek – 158 m
- Deep Creek – 158 m
- Rockpool Creek – 158 m
- Sandy Creek – 158 m
- Startlemere Creek – 158 m
- Box Camp Creek – 158 m

### Durchflossene Seen und Stauseen
Er durchfließt folgende Seen/Stauseen/Wassertümpel:
- Lake Suttor – 197 m
- Bulgrum Waterhole – 183 m
- Murdering Lagoon – 178 m
- Lake Dalrymple – 158 m

## Suttor-River-Damm
Ein steinerner Damm, der 1876 bei St. Anns im Verlauf der Old Bowen Downs Road über den Suttor River gebaut und bis in die 1890er Jahre genutzt wurde, ist heute noch fast vollständig erhalten. Er stellt ein seltenes Beispiel für die damals in Queensland angewandten Straßenbautechniken und die verwendeten Materialien dar.